# Stridsfordonsbefäl

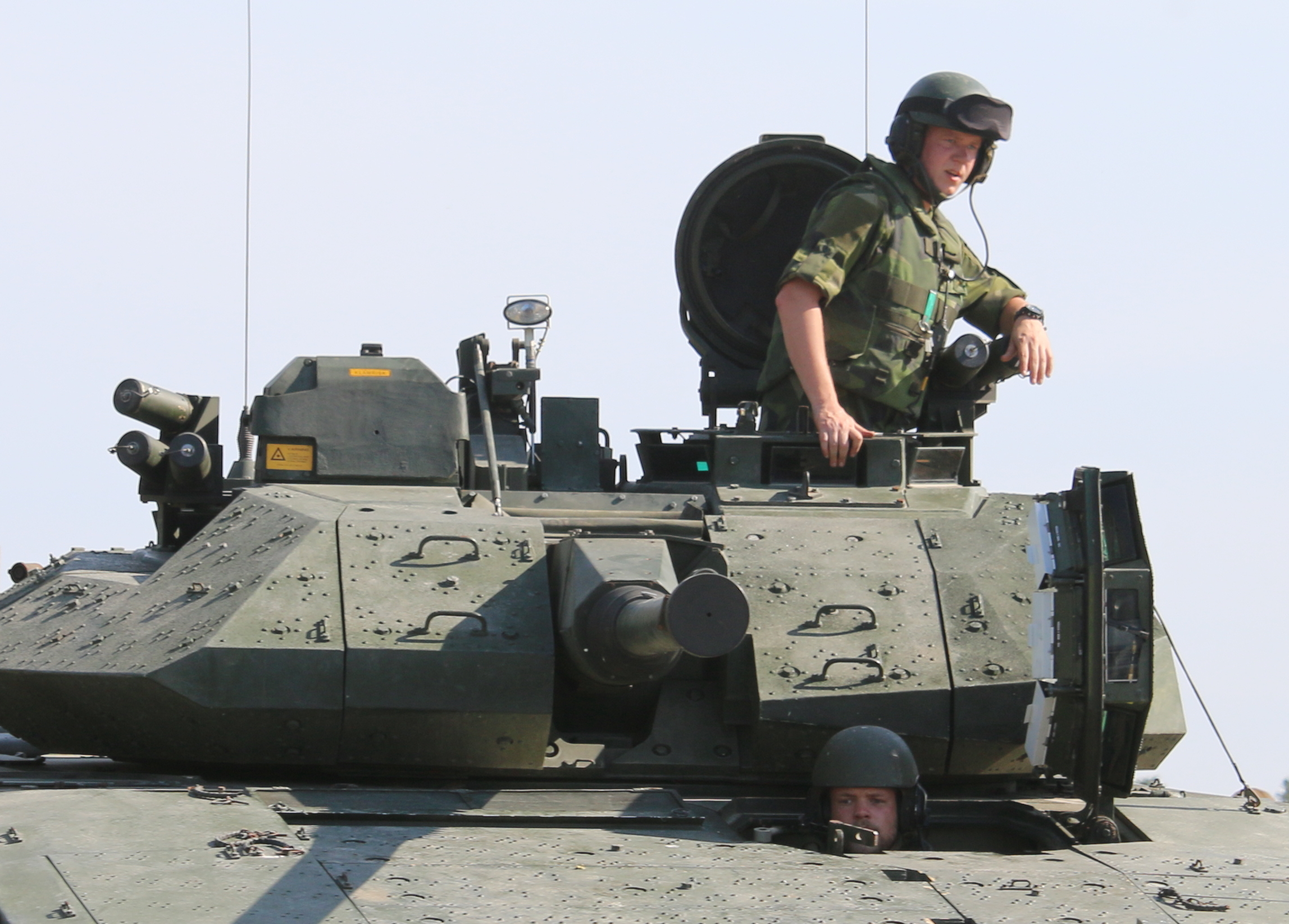
Stridsfordon 9040 med fordonschef och förare

Stridsfordonsbefäl (GC800) är inom Försvarsmakten en befattning inom armén. Befattningen innebär att i krig vara besättning, alternativt fordonschef i en enhet utrustad med något av arméns stridsfordon.